# Sheptitski
Sheptitski (en ucraniano: Шептицький) es una ciudad ucraniana perteneciente al óblast de Leópolis. Situada en el noroeste del país, es la capital del raión homónimo y centro del municipio (hromada) homónimo.

## Toponimia
Originalmente, la ciudad se llamaba Kristinopol (en polaco: Krystynopol; en ucraniano: Кристинопіль, romanizado: Kristinopil). Desde 1951 hasta 2024, el nombre del asentamiento era Chervonogrado (en ucraniano: Червоноград, romanizado: Chervonohrad).

## Geografía
Sheptitski se ubica a orillas del río Bug Occidental, a 7 km de Sokal, 28 km al noreste de Voroniv y 62 km al norte de Leópolis.

## Historia
En mayo de 1685, el hetman de la Corona y voivoda de Cracovia Feliks Kazimierz Potocki compró tierras a lo largo del rio Bug. En 1692, fundó esta ciudad en las tierras del pueblo "Novyi Dvir" (en polaco: Nowy Dwór, lit. 'Nuevo Jardín') y lo nombró Kristinopol por su esposa Krystyna Lubomirska (el sufijo  "-pol" deriva del griego "polis"). Potocki murió en la ciudad el 22 de septiembre de 1702. A lo largo del siglo XVIII, la localidad se convirtió en la sede central de la familia noble Potocki, quienes construyeron en aquella época los principales monumentos de la localidad. 
La ciudad era parte del Reino de Polonia en la República de las Dos Naciones desde su fundación en 1692 hasta 1772. En 1772 pasó a pertenecer al Imperio Habsburgo tras la primera partición de Polonia, regresando a control polaco en 1919. En el siglo XIX, la "Apostolus Christinopolitanus" y la famosa crónica de 1763-1779 se mantuvo en la ciudad. La orden católica de las Hermanas Myrrh-Bearing fue fundada por Fr. Yulian Datsii en 1910, con el propósito de recaudar fondos para construir un hogar para huérfanos y pobres. Los primeros miembros de la congregación se comprometieron a construir dos edificios: uno para la gente y otro para la congregación. En 1913 surge el primer convento, donde vivían 15 hermanas.
Durante el período de entreguerras, perteneció a la Segunda República Polaca, y entre 1945 y 1951 fue parte de la República Popular de Polonia.
En la Segunda Guerra Mundial, la ciudad fue ocupada por la Unión Soviética desde septiembre de 1939 como parte de la ocupación soviética del este de Polonia y por la Alemania nazi desde el verano de 1941 a 1944 e incorporada al distrito de Galitzia.
Kristinopol se integró en Ucrania como consecuencia del ajuste de 1951, momento en el cual adoptó su topónimo actual y comenzó un desarrollo como asentamiento minero de carbón que le hizo pasar de tener algo más de tres mil habitantes en 1939 a más de setenta mil en 1989. En 1962 adoptó el estatus de ciudad de importancia regional, que implicaba que no pertenecía a ningún raión y estaba subordinada directamente a la óblast. Hasta 2020 mantuvo el estatus de ciudad de importancia regional, en cuyo territorio se incluía el asentamiento de tipo urbano de Hirnyk. En la reforma territorial de 2020 pasó a ser la capital del raión de Chervonohrad.
El 1 de agosto de 1990, Chervonogrado se convirtió en la primera ciudad de toda la Unión Soviética, donde fue retirado un monumento al líder comunista Vladímir Lenin.
Como parte de la campaña de desrusificación tras la invasión rusa de Ucrania, Chervonogrado fue uno de los asentamientos que cambió de nombre. El nombre elegido fue Sheptitski (en ucraniano: Шептицький, romanizado: Sheptytskyi), en honor a un obispo ucraniano de la zona, aprobado en la Rada Suprema el 19 de septiembre de 2024.

## Demografía
La evolución de la población de Sheptitski entre 1900 y 2022 fue la siguiente:
| 3522                                                          | 2828 | 1800 | 12 241 | 44 008 | 54 921 | 72 047 | 70 568 | 68 308 | 67 223 | 66 504 | 64 297 |
| (Fuente: Cities & Towns of Ukraine y UKRAINE: Größere Städte) |      |      |        |        |        |        |        |        |        |        |        |

Según el censo de 2001, el 92,31% de la población son ucranianos y el 6,44%, rusos. En cuanto al idioma, la lengua materna de la mayoría de los habitantes, el 93,26%, es el ucraniano; y del 6,29% es el ruso.

### Judíos de Kritinopol
La primera comunidad judía conocida data de 1740. En 1931, la población judía era de 2200 personas. El cementerio judío data del siglo XVIII y el último entierro jasídico conocido data de 1941. Los judíos de Kristinopol fueron deportados al campo de exterminio de Belzec en septiembre de 1942. Los inmigrantes judíos de esta ciudad que llegaron a Estados Unidos fundaron la sinagoga de Krystenopoler y la primera asociación benéfica de enfermos de Krystenopoler, Brith Isaac, en Nueva York. El cementerio judío está situado en el centro de la ciudad, en la calle Shevska.

## Administración
Desde 2020 es sede de un municipio con una población total de noventa mil habitantes, que incluye como pedanías la vecina ciudad de Sosnivka, el asentamiento de tipo urbano de Hirnyk y 11 pueblos: Bendiuha, Berezhné, Boriatyn, Volsvyn, Horodyshche, Dobriachyn, Mezhýrichia, Óstriv, Pozdýmyr, Rudka y Silets.

## Economía

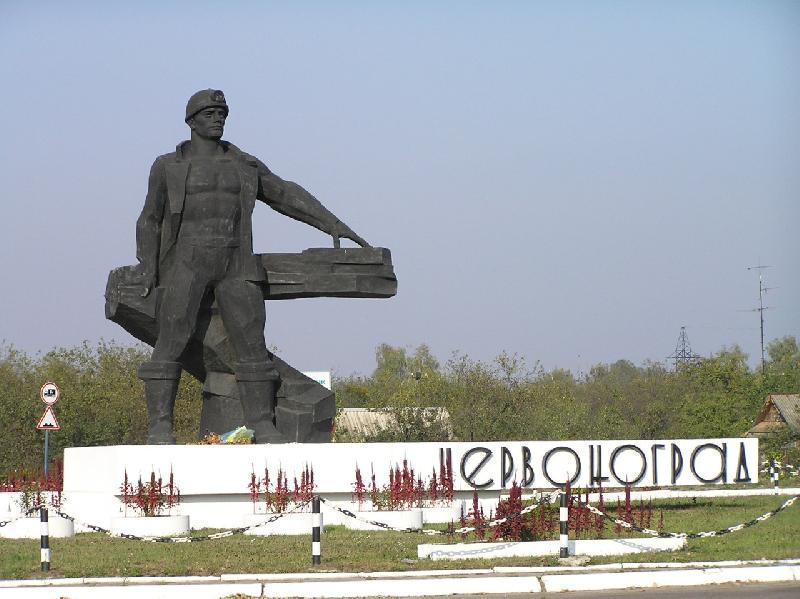
Monumento a los mineros

En 1951 la ciudad se convirtió en el centro de la recientemente desarrollada industria minera del carbón. Además de la minería, otras empresas incluían una fundición para la producción de productos de hierro y hormigón, empresas de procesamiento de madera, una industria láctea y la industria textil.

## Infraestructura

### Arquitectura, monumentos y lugares de interés
Entre los hitos de la ciudad se encuentra el palacio de Potocki, construido por orden de Feliks Kazimierz Potocki a partir de 1692.Su nieto Franciszek Salezy Potocki construyó un palacio y en 1763 fundó un monasterio de Basilianos. Ahí está el monasterio barroco de San Jorge, que antes de 1946 se consideraba un lugar de milagros con un maravilloso icono de la Madre de Dios.La ciudad también cuenta con la iglesia de San Vladimiro, construida sobre 1770.

### Educación
En Sheptitski hay una sede de la Universidad Politécnica de Leópolis y de la Facultad de Minería.

### Transporte
La ciudad se encuentra en la línea ferroviaria Kóvel-Leópolis, donde una línea se bifurca hacia Rava-Ruska. Por Sheptitski pasa la carretera P15 que lleva a Kóvel.

## Cultura

### Medios de comunicación
Un periódico local se publica en la ciudad desde junio de 1962.

## Personas ilustres
- Volodímir Tiji (1970): director de cine ucraniano.
- Mykola Morozyuk (1988): futbolista ucraniano que juega en la posición de mediocampista.
- Tetiana Klimchenko (1994): ciclista ucraniana, ganadora de tres medallas en el Campeonato Europeo de Ciclismo en Pista.

## Galería

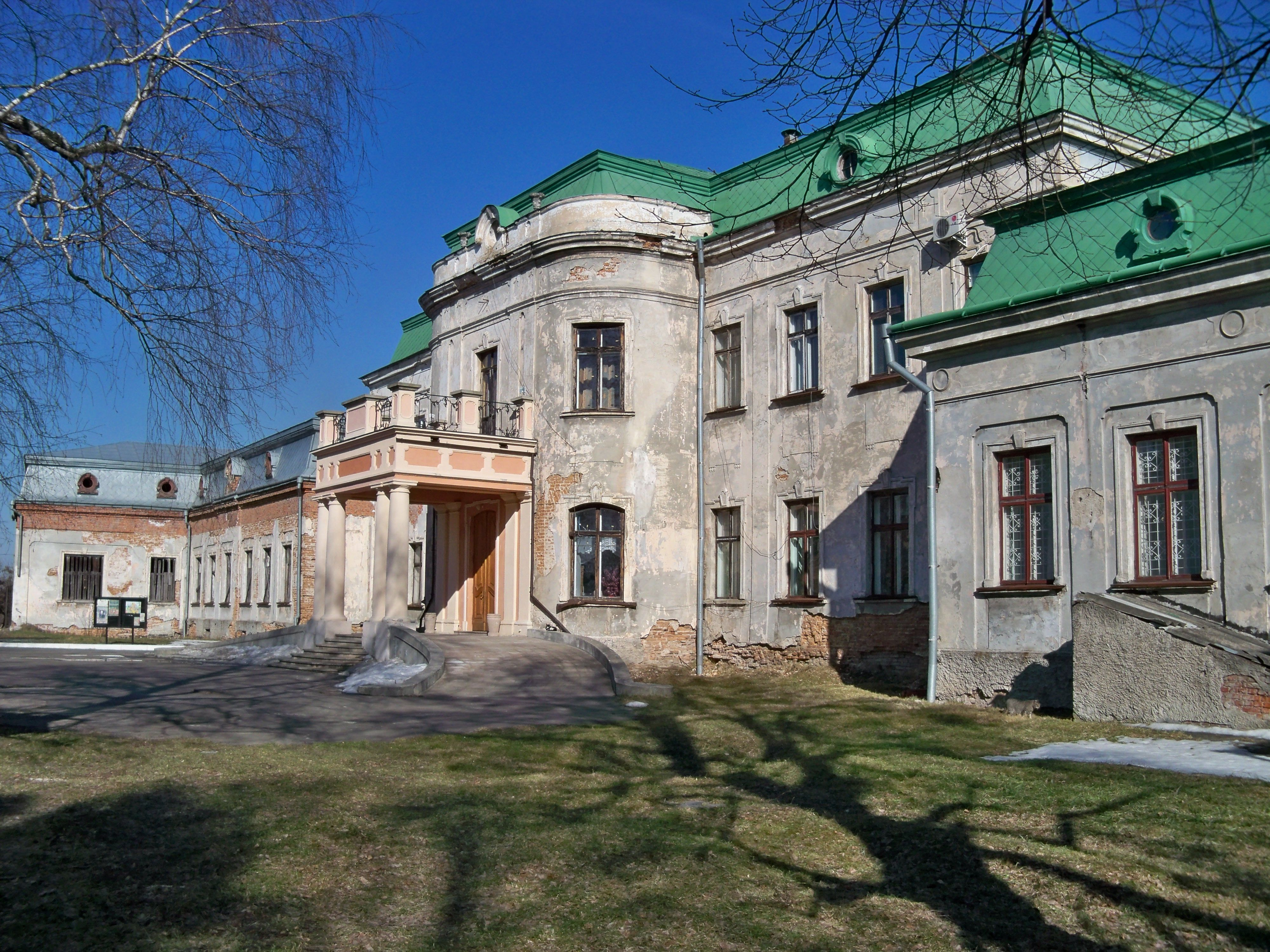
Palacio de Potocki
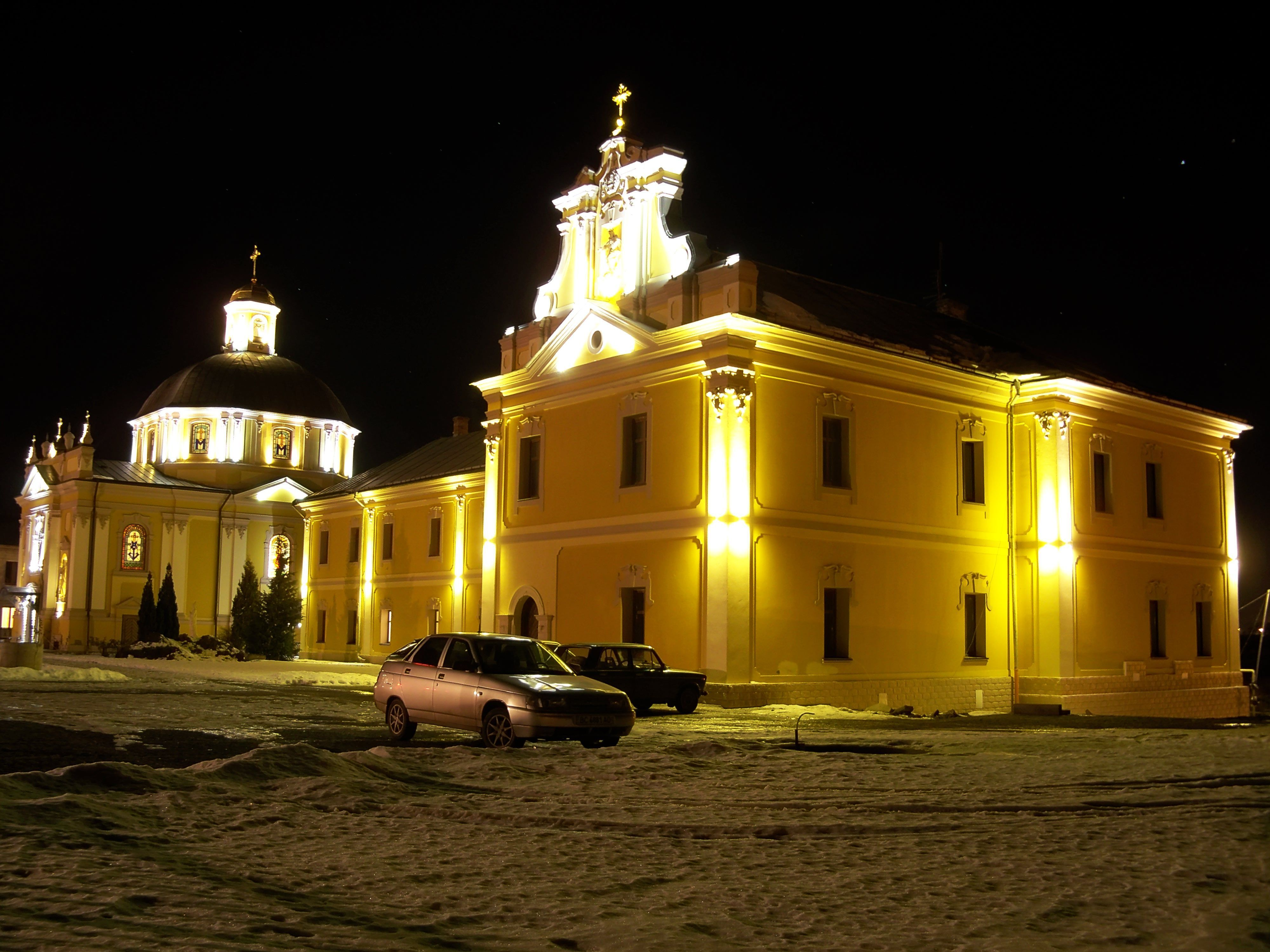
Monasterio de San Jorge en Sheptitski
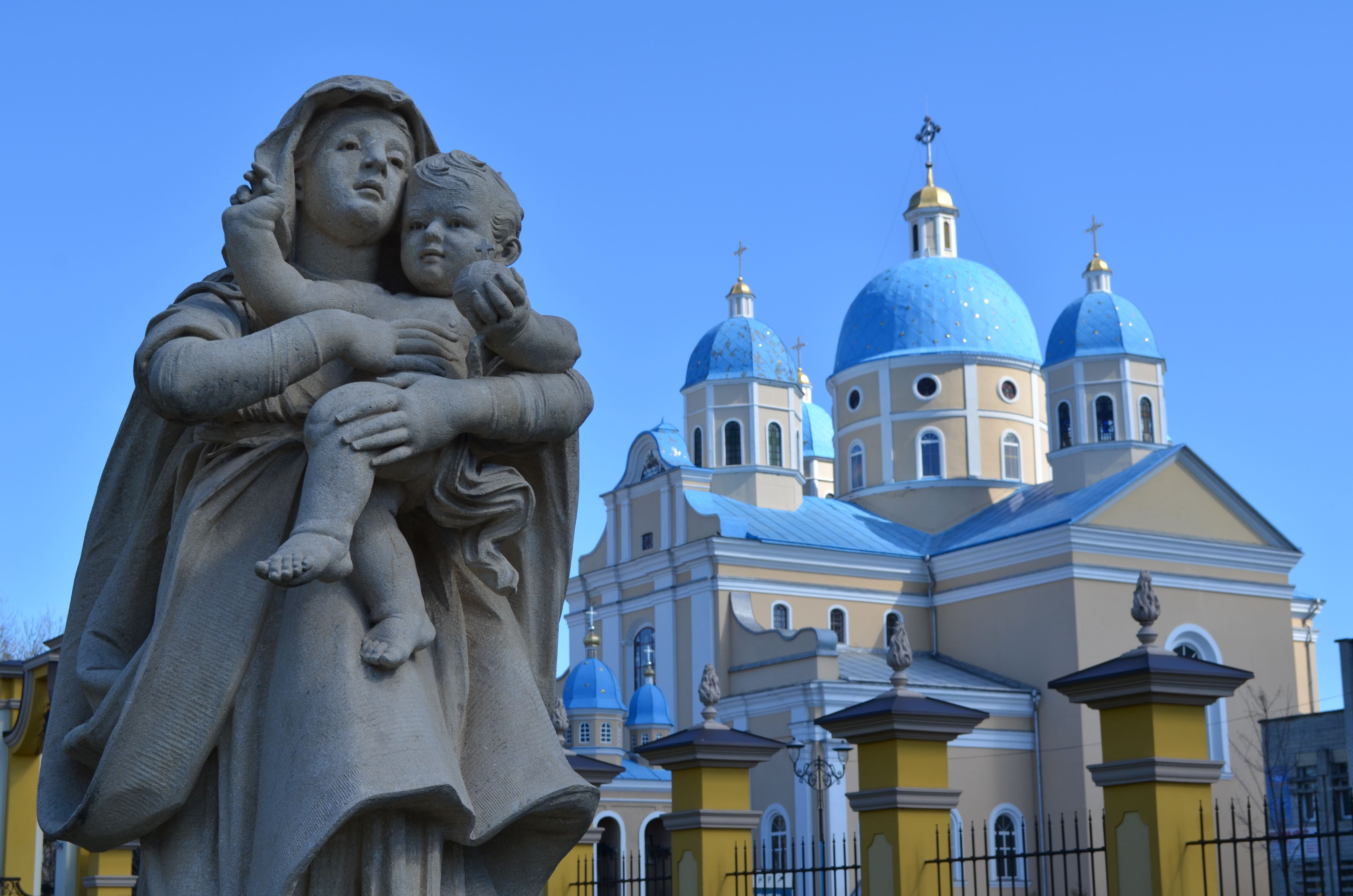
Estatua e iglesia de San Vladimiro
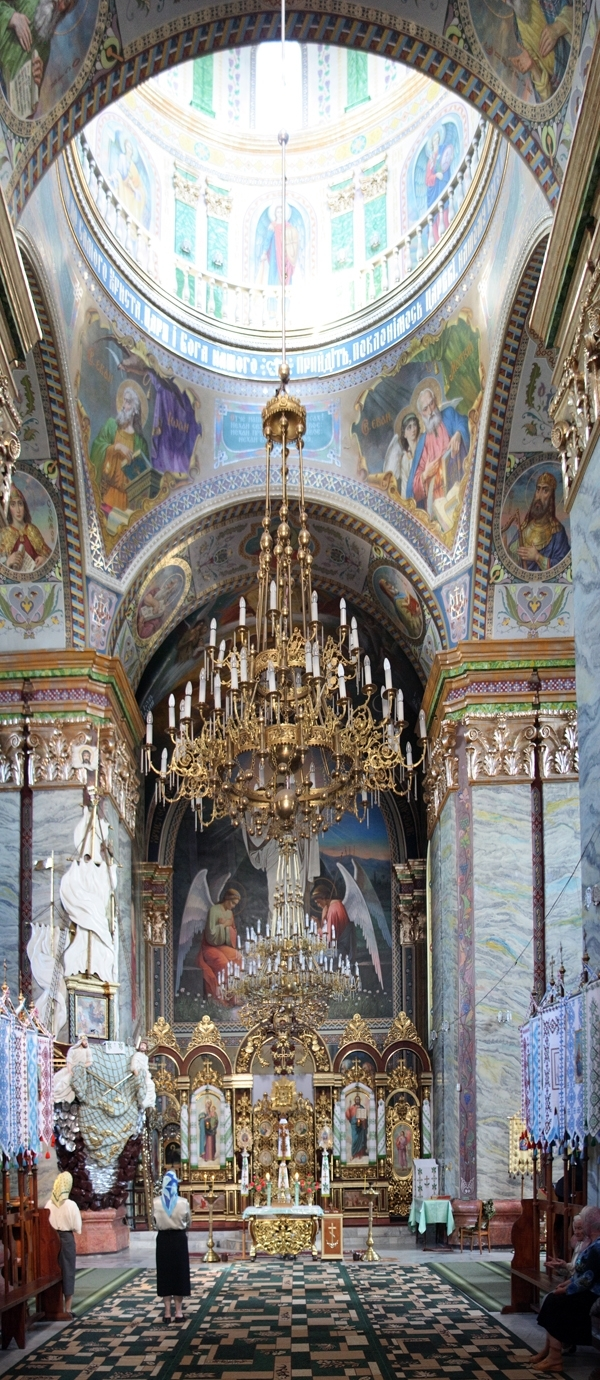
Interior de la Iglesia de San Vladimiro

## Ciudades hermanadas
- Perpiñán, Francia.[18]
- Pyskowice, Polonia.